# La Lobería (Santa Cruz)

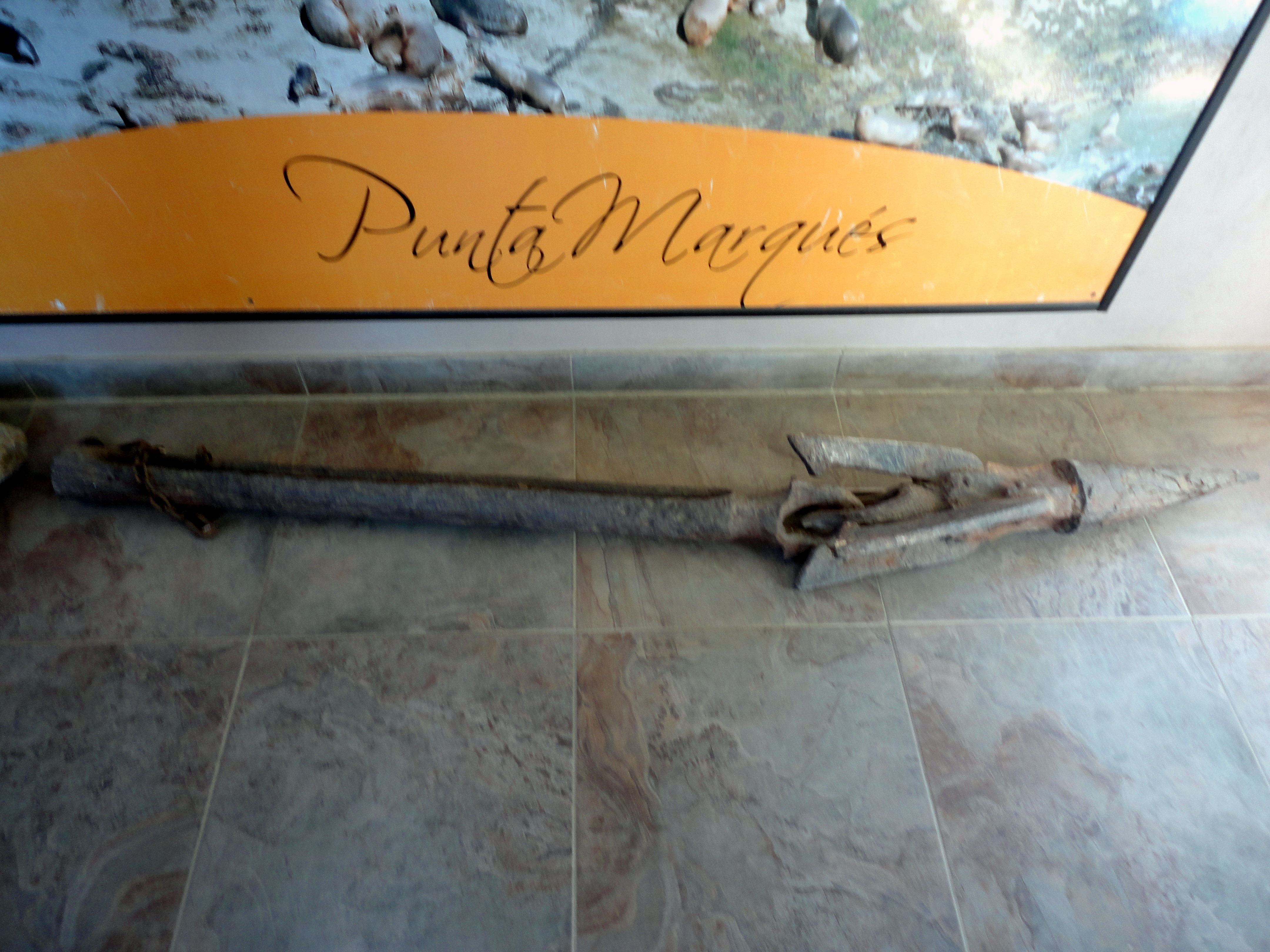
Arpón ballenero en el pequeño museo de la reserva natural punta del Marqués. Fue hallado en las inmediaciones de La Lobería y se usaba para matar ballenas.

La Lobería era un paraje ubicado a aproximadamente 10 km al sur de la bahía del Fondo, en la costa central del Golfo San Jorge, en el departamento Deseado en la provincia de Santa Cruz en la República Argentina. Se encuentra a aproximadamente 30 km al norte de Caleta Olivia y 40 km al sur de Comodoro Rivadavia. En algún momento, dada su historia de más de 50 años, las autoridades dejaron entrever que el paraje "La Lobería" sería declarado patrimonio histórico de Santa Cruz. La Lobería sobrevivió luego de la prohibición de cacería de fauna marina como un boliche que daba servicios de bar. De este modo, se tornó en un paraje habitado por una sola familia hasta el derrumbe del mismo por erosión marina reciente.

## Historia

### Etapa de factoría lobera
En el pasado se trataba de una extensa lobería mixta, integrada tanto por lobos marinos de un pelo como de dos pelos, los cuales se contaban en gran cantidad a mediados de la década de 1930. Los informes históricos relatan unos 60.000 lobos que formaban una colonia que ocupaba aproximadamente 7 kilómetros en la costa. Los mismos no se espantaban frente al hombre, lo que facilitó su faena.
La actividad de la factoría lobera CAPAC, propiedad de Weigel, Bonhen y Cía., se inicia para 1923. Desde entonces se llegan a faenar unos 10.000 lobos por año. La compañía destinaba su producción a Europa.
Las tareas de la factoría se realizaban en dos temporadas, quince días o un mes, según la disposición de la mano de obra. El capataz era el único que cargaba los rifles. Mientras que para la matanza procedía a apuntar a la cabeza de los machos, grandes y agresivos, con distancia mediante. En cambio, las hembras, más pequeñas y menos peligrosas, dejaban que los verdugos se acercaran con un palo y luego estos les reventaban el cráneo. Las crías huían, ilesas, ya que por su pequeño tamaño carecían de interés. Una vez obtenido el cadáver los empleados se acercaban para sacarle el cuero. Después, los encargados llevaban los cueros al galpón. Una vez dentro de este otros hombres en una mesa inclinada, con un cuchillo, sacaban la grasa -una capa de 5 cm-; el cuero se salaba y se formaban pilas en tanques australianos. La grasa se derretía para refinarla, luego era almacenada en un amplio tanque. El paso final era envasado en barriles de 200 litros que tiraba un barco, y se los cargaba después. En resumen, solo el cuero y la grasa eran aprovechados para la elaboración de aceites, mientras que el resto del animal era totalmente desperdiciado y yacía en la playa hasta que venía una marejada y se llevaba todo. El resultado fue un insoportable y constante olor nauseabundo en toda la playa por los cadáveres expuestos.
El exterminio de la colonia fue posible porque la gente del pueblo veía una industria. Mientras los que trabajaban eran trabajadores golondrinas que concurrían a una especie de zafra. No obstante, la firma tenía toda una organización, con un capataz y un jefe de la empresa.
La antigua estación de faena de lobos marinos y ballenas funcionó hace casi un siglo para la extracción de aceite animal, grasa y cueros. Luego para 1928 la explotación fue tan brutal que gran parte de la colonia había muerto o huido a otro punto. Posteriormente las autoridades prohibieron la caza y el asesinato de los Lobos, pero la colonia casi había desaparecido. Para acentuar la situación los automovilistas que venían por la ruta descendían para matar lobos por diversión. El resultado final fue la casi extinción la fauna local.
Su número había descendido abruptamente a fines de la década de 1940, cuando se contabilizaron 245 individuos en total, con posterioridad a su exterminio casi total, lo cual habría ocurrido sólo en 5 años.
La lobería era permanente y mixta, por lo que había tanto machos y hembras como adultos y juveniles. La misma se asentaba sobre una costa recta, con cordones litorales de rodados y gravas de pendiente pronunciada, que alcanza una altura máxima de hasta 15 metros sobre el nivel del mar. La Ruta Nacional N°3 pasa a menos de 100 m al oeste. En esta lobería existía una pequeña casilla de material, con techo a cuatro aguas, que era empleada por los cazadores, llamados popularmente «loberos», para guarnecerse. La misma fue destruida durante la década de 1990 por la acción de la erosión marina.

### Etapa de factoría ballenera
La zona marítima de La Lobebería era intensamente visitada en la primavera  por cientos de ballenas que retozaban con sus crías recién nacidas. Eran fácilmente divisables desde la costa. Esto no tardó en atraer a las balleneras. La empresa Vaigel y Vonen obtuvo el permiso del gobierno argentino para la caza y la instalación de la ballenera se concretó en 1931. Con dimensiones enormes su construcción demoró un año. Una vez inició la faena la zona se vio fuertemente explotada, por el arribo de otros barcos factorías. Estos también tenían permiso del gobierno para cazar. El resultado sería el exterminio de los animales. La ballenera alcanzó a trabajar medio año con personal noruego y alemán. Una vez agotado el recurso  se procedió al desarme de las instalaciones. Todo el material se iba vendiendo a distintas empresas. Fue así como se procedió a remover casas, galpones y  las maquinarias. Los trabajos de desmantelamiento demoraron un año o más y dejaron la playa casi vacía. Años más tarde se instaló el boliche que perduró muchos años.

### Después de las factorías

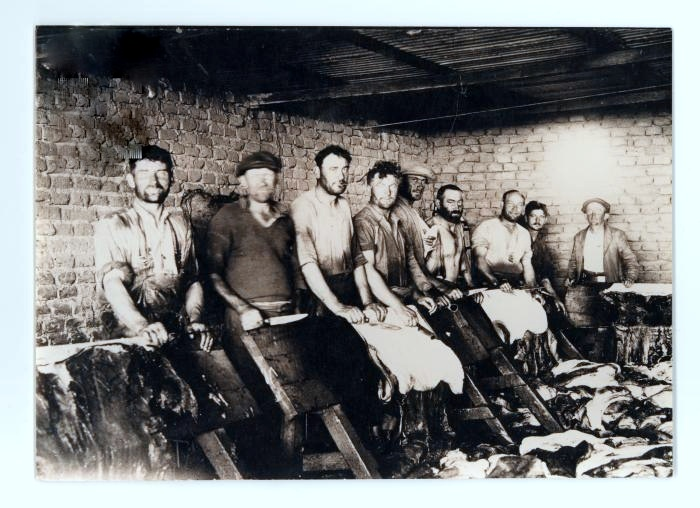
Empleados de la factoría en la curtiembre con intensa producción

Tras el cese de la explotación supo ser, por décadas, paso obligado de arrieros y camioneros que circulaban entre las ciudades cercanas, cobrando más relevancia cuando la ruta 3 era de ripio. Al mismo tiempo era una parada obligatoria para proveer de agua, yerba o comestibles a los trabajadores rurales de establecimientos ganaderos de las inmediaciones. Su antiguo propietario "Cacho" Souza hizo intentos de que el paraje tuviera servicios públicos elementales como el agua, la luz y el gas; pero no obtuvo ninguna respuesta por parte de las autoridades. El paraje se volvió visita obligada de los turistas ya que es un punto panorámico clásico.
Desde mayo de 2010 el paraje forma parte de la ejecución del Centro de Interpretación de la Lobería Punta Sur; que se encuadra en el plan Caleta 2015 del municipio homónimo. Esto se debe a la gran variedad de fauna marina en los alrededores con avistajes de ejemplares de lobos, ballenas francas australes, en menor medida ballenas jorobadas y ballenas seis lo que hace que centenares de automóviles paren en las banquinas de la ruta para observar el espectáculo natural. Algunas de estas especies migran a aguas más cálidas y tranquilas como el golfo Nuevo. En el pasado estas playas fueron lugar de descanso estable de las ballenas, pero corrieron la misma suerte que los lobos y fueron cazadas sin mesura; llegando a diezmar su población y llevando a los pocos sobrevivientes a playas deshabitadas y lejanas. Hoy la caza está prohibida y la tendencia a regresar a este lugar de las ballenas se incrementa desde hace años.
Esta diversidad de paisaje hace que el paraje integre la denominada «Ruta Azul», único tramo de ruta verdaderamente costero de la Argentina, el cual bordea más 50 kilómetros de costas.

### Peligro de desaparición

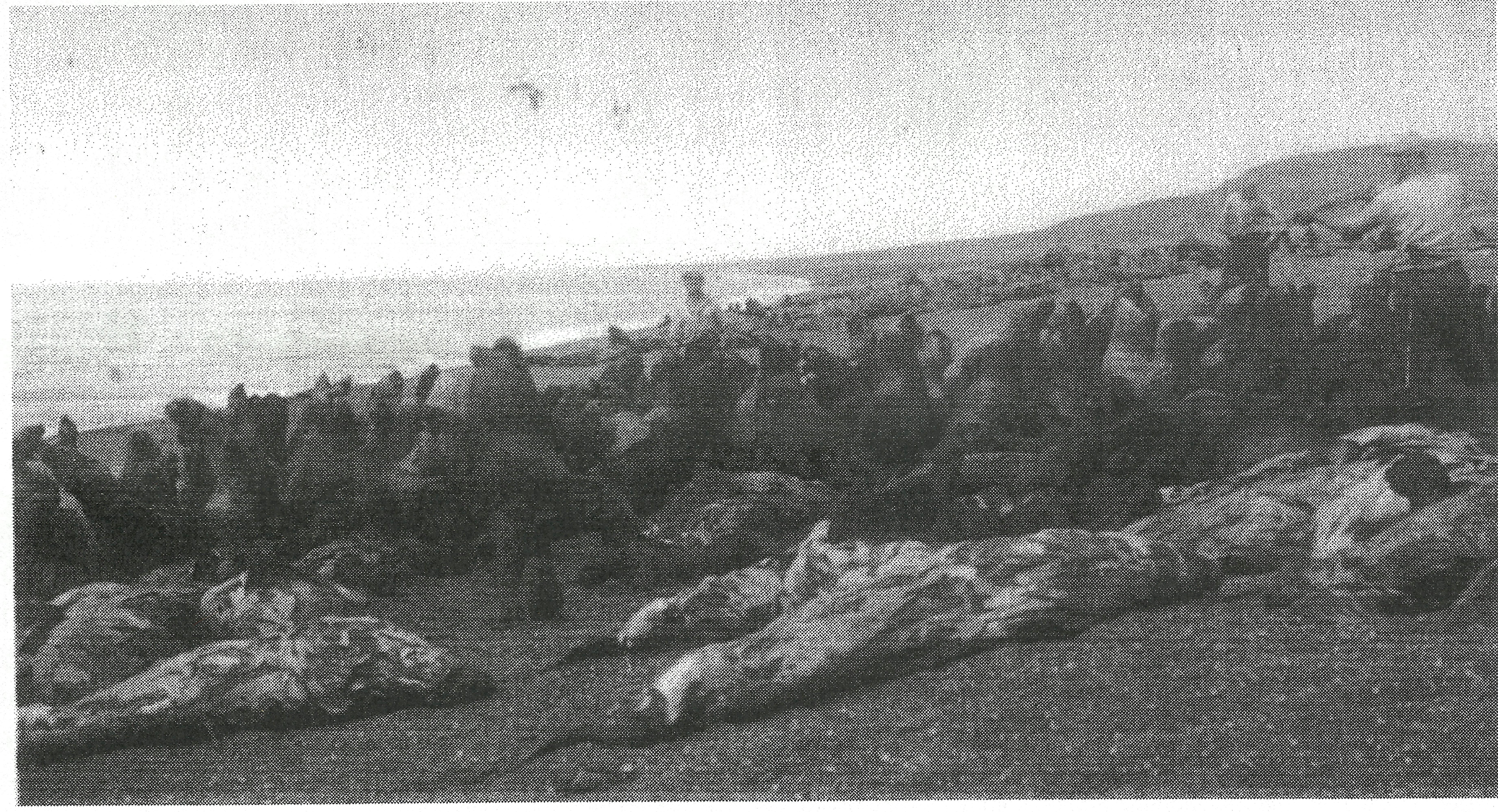
Matanza de lobos a manos del capataz con rifle. Atentos miran los peones para empezar a faenar. Los cuerpos desprovistos de grasa y de piel se pudrían en la playa hasta que eran arrastrados por las marejadas.

Los recuerdos de los visitantes hablan de un paraje La Lobería en 1956 con  un espacio grande respecto a la orilla que de a poco se fue erosionando. A partir de la década de los 90 el mar inicia un fuerte proceso erosivo derribando un faro que estaba sobre una restinga y luego se fueron desmoronando las estructuras de cemento en plano inclinado por las que se arrastraban los animales cazados en forma indiscriminada. En tanto las marejadas posteriores con grandes oleajes fueron haciendo desaparecer la línea original del terraplén y alcanzaron el edificio de mampostería del paraje progresivamente.
En los últimos años, se hicieron relevamientos para constatar su estado y riesgo de caída, como así también pedidos para declarar el lugar patrimonio histórico, pero no prosperaron. Lo último que permanece del paraje está en serio peligro de destrucción por la erosión marina que afecta toda la costa de la ruta desde este sector a Caleta. 
El nocivo efecto del mar sobre estas costas se hace sentir cuando corre el viento sudestada y se le suma la lluvia. El problema también es compartido por sector de la ruta llamado la «viborita», próxima a La Lobería, causados de igual manera por desprendimientos de barro y acumulación de agua sobre la ruta. Ante estos inconvenientes se llega a cortar el flujo vehicular. El 14 de abril de 2011, la acción combinada de estos factores llegó a ser tan intensa en este sector, que consiguió desmoronar el terraplén de la autovía, y cedió parte de la zona costera. En la década de 1990 el mar destruyó gran parte de la costa y se llevó con ella una porción histórica del paraje. A fines de la década de 2000, la tarea fue ejecutada por la erosión pluvial y en menor medida acompañada por las marejadas, logrando desmoronar el muro de contención y una parte trasera del paraje.
Durante el temporal acaecido del 26 al 31 de marzo de 2017 la fuerte marejada junto con la gran precipitación aceleraron el proceso de erosión dejando al paraje y al ruta 3  más cerca de su derrumbe final.

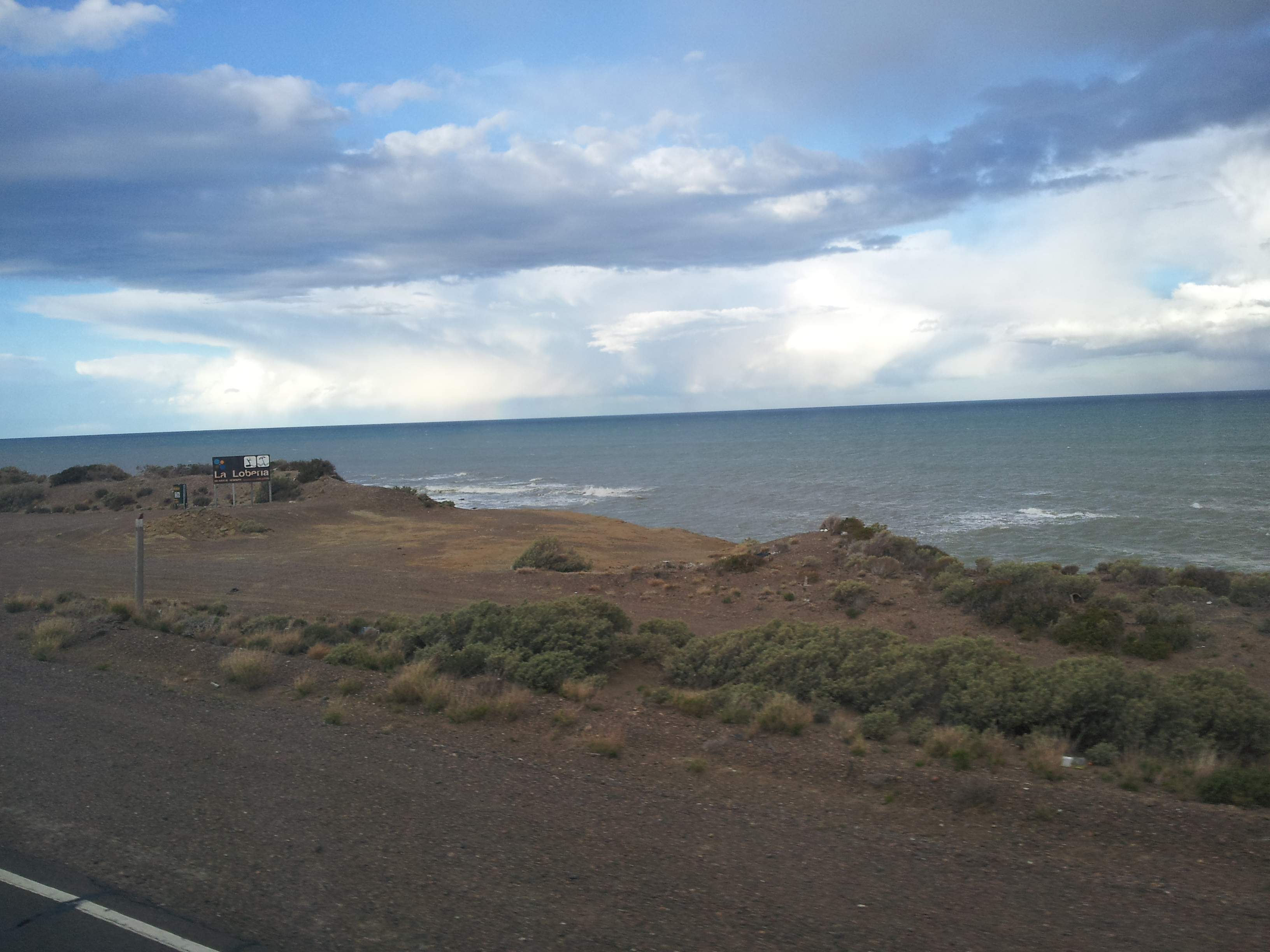
Vista actual de la playa donde se asentaba la lobería.

### Derrumbe
El día 3 de agosto del 2020 el paraje La Lobería terminó por derrumbarse a causa de la erosión marina que afecta la zona costera de la ruta nacional N° 3. Dejando totalmente expuestas las piezas que contenía, por lo que algunas de ellas se fueron perdiendo con el transcurso del tiempo.
Un mes después del derrumbe, y ante la inacción de las autoridades, los últimos objetos fueron resguardados por particulares. El objetivo fue preservarlos en algún museo por iniciativa propia.
En 2023 la erosión marina no se detuvo y tras una intensa marejada en agosto el agua alcanzó porciones de la cinta asfáltica de la ruta nacional; teniendo el personal de seguridad que hacer desvíos del tránsito para evitar accidentes.

## Particularidades
Con posterioridad a la desaparición total de la Lobería, este paraje se transformó en un parador habitual al costado de la Ruta Nacional N.º 3, donde existía un pequeño almacén. Sobre este paraje pasa la Autovía Comodoro Rivadavia - Caleta Olivia la cual fue diseñada para evitar los numerosos accidentes que en este sector de la ruta y en especial sobre este paraje. Las causas de las fatalidades son la carencia de agilidad, dado que un sector que es notablemente transitado tiene traza estándar, y a lo que se suma el intenso movimiento de vehículos tanto en invierno como verano de turistas de camiones al ser la única vía terrestre asfaltada que existe en la Patagonia. En invierno sufre, en menor medida, problemas por heladas y nevadas dada su proximidad con el mar. Por último la intensidad de los movimientos automovilísticos causa el rápido deterioro de este sector de la ruta, contribuyendo a que se produzcan accidentes. Ante este panorama de caos circulatorio y para evitar más accidentes, el estado argentino decidió la construcción de la autovía que estaba prevista fuera finalizada en parte en 2013, pero debió ser reprogramada para 2014 finalizar el primer doble carril. La zona de este paraje ya se ve un gran tramo casi terminado.
El paraje sufre accidentes en sus playas donde numerosa cantidad de personas perdieron la vida, al ser una zona turbia, de aguas cristalinas y sin bañeros.
Otro problema frecuente en este sector son las constantes rupturas del acueducto que une Caleta con Sarmiento, justo sobre esta altura.